# انفجار مصنع شوكولاتة في بنسلفانيا 2023
وقع الإنفجار في 24 مارس 2023م في مصنع الشوكولاتة الذي تديره شركة R.M بالمر، في ويست ريدينغ ، بنسلفانيا. مات سبعة أشخاص وأصيب عشرة بجروح بينما تم إنقاذ شخص من تحت الأنقاض. في حوالي الساعة 4:57 مساءً من نفس اليوم أنتشرت الأدخنة في السماء وهزت المنازل. يقوم المحققون بإكتشاف السبب الذي قد يكون مرتبطًا بتسريب غاز.

## خلفية
تأسست شركة R.M بالمر عام 1948 من قبل مؤسسها ريتشارد م. بالمر في بلدة سينكنج سبرينج، بنسلفانيا. أنشأت الشركة فيما بعض مصنعها ويست ريدينغ في خمسينات القرن الماضي وأصبح المصنع هو المقر الرئيسي للشركة فيما بعد.

## الخط الزمني للحادثة
بدأ الإنفجار حوالي الساعة 5 مساءً وأدى إلى تدمير مبنى واحد على الأقل بينما تضرر مبنى آخر في المصنع. تم أرسال ثمانية أشخاص متضررين لتلقي العلاج في مستشفى ريدنغ، أرسل شخص إلى مستشفى آخر بينما كان إثنان آخرين في حالة مستقرة، وخرج البقية من المصابين من المشفى. وانتشل شخص واحد من الأنقاض في ظهر يوم السبت.